# Edith Woodman Burroughs

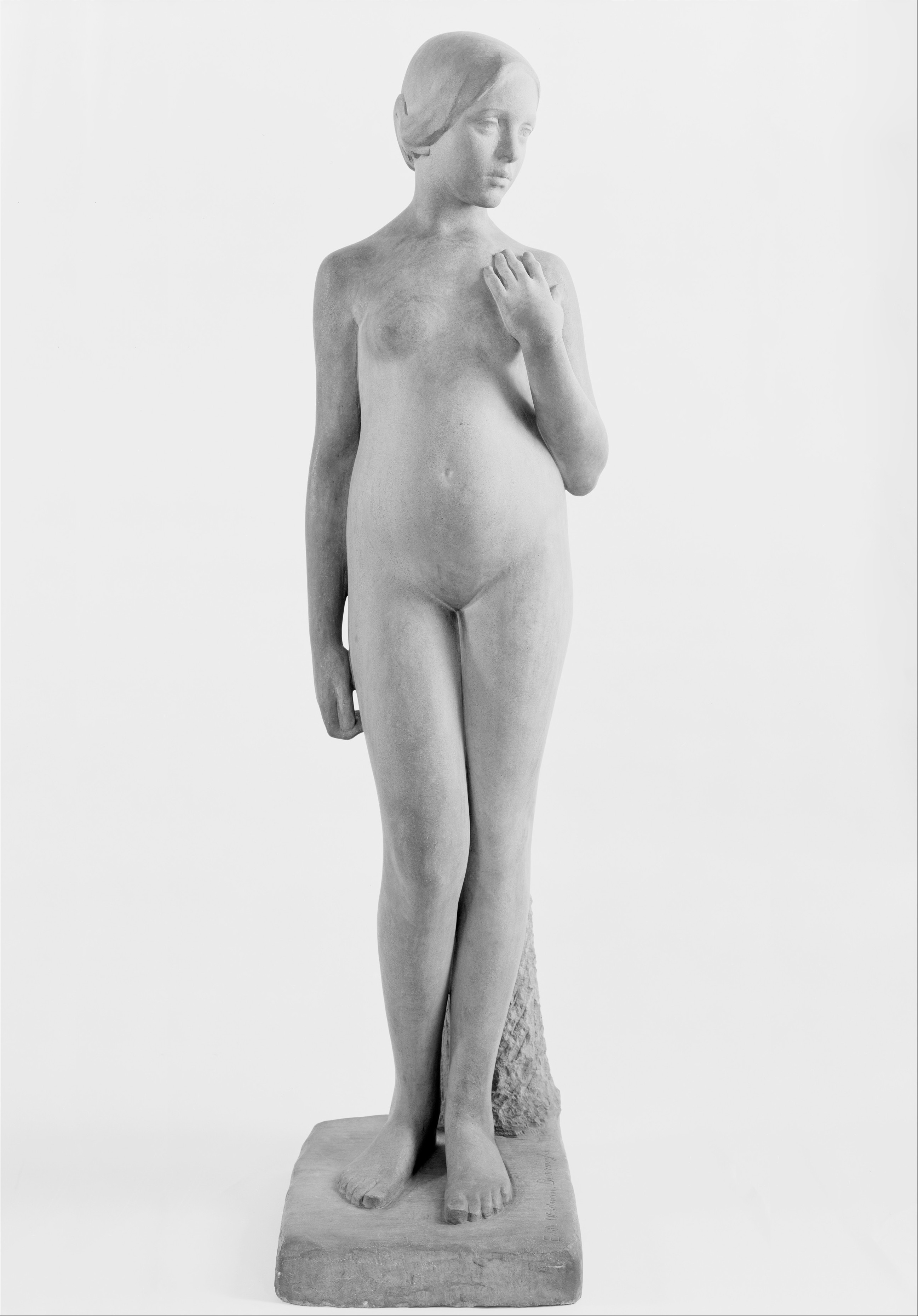
Edith Woodman Burroughs : At the Threshold, (1912). 1919/1920 gefertigt von Piccirilli Brothers Marble Carving Studio

Edith Woodman Burroughs (* 1871 in Riverdale-on-Hudson, New York; † 6. Januar 1916 in Flushing, New York) war eine amerikanische Bildhauerin.

## Leben
Im Alter von 15 Jahren begann Edith Woodman ein Studium an der Art Students League of New York, wo sie bei Augustus Saint-Gaudens und Kenyon Cox lernte. Mit 18 Jahren finanzierte sie ihren Lebensunterhalt durch die Gestaltung religiöser Skulpturen für Kirchen, durch Arbeiten für Tiffany & Co. und durch Unterricht. 1893 heiratete sie in England den Maler Bryson Burroughs, der später Kurator für Gemälde am Metropolitan Museum of Art in New York wurde. Von 1893 bis 1895 studierte sie in Paris bei Jean-Antoine Injalbert und Luc-Olivier Merson. Während Reisen durch Nordfrankreich und Italien ließ sie sich von gotischer Kathedralplastik inspirieren und arbeitete zunächst im neobarocken Stil. 1907 erhielt sie den Shaw Memorial Prize der National Academy of Design für ihr Werk Circe. 1909 reiste sie erneut nach Paris, wo sie unter dem Einfluss von Aristide Maillol einen vereinfachten, klareren Stil entwickelte. 1913 nahm sie mit der Bronzebüste Portrait of John Bigelow an der berühmten Armory Show in New York teil und wurde zum assoziierten Mitglied der National Academy of Design gewählt. Für die Panama-Pacific International Exposition in San Francisco im Jahr 1915 entwarf sie zwei Brunnen, darunter die Bronze Fountain of Youth, die mit einer Silbermedaille ausgezeichnet wurde. Bis zu ihrem frühen Tod im Jahr 1916 war sie in der National Sculpture Society aktiv.

## Werk

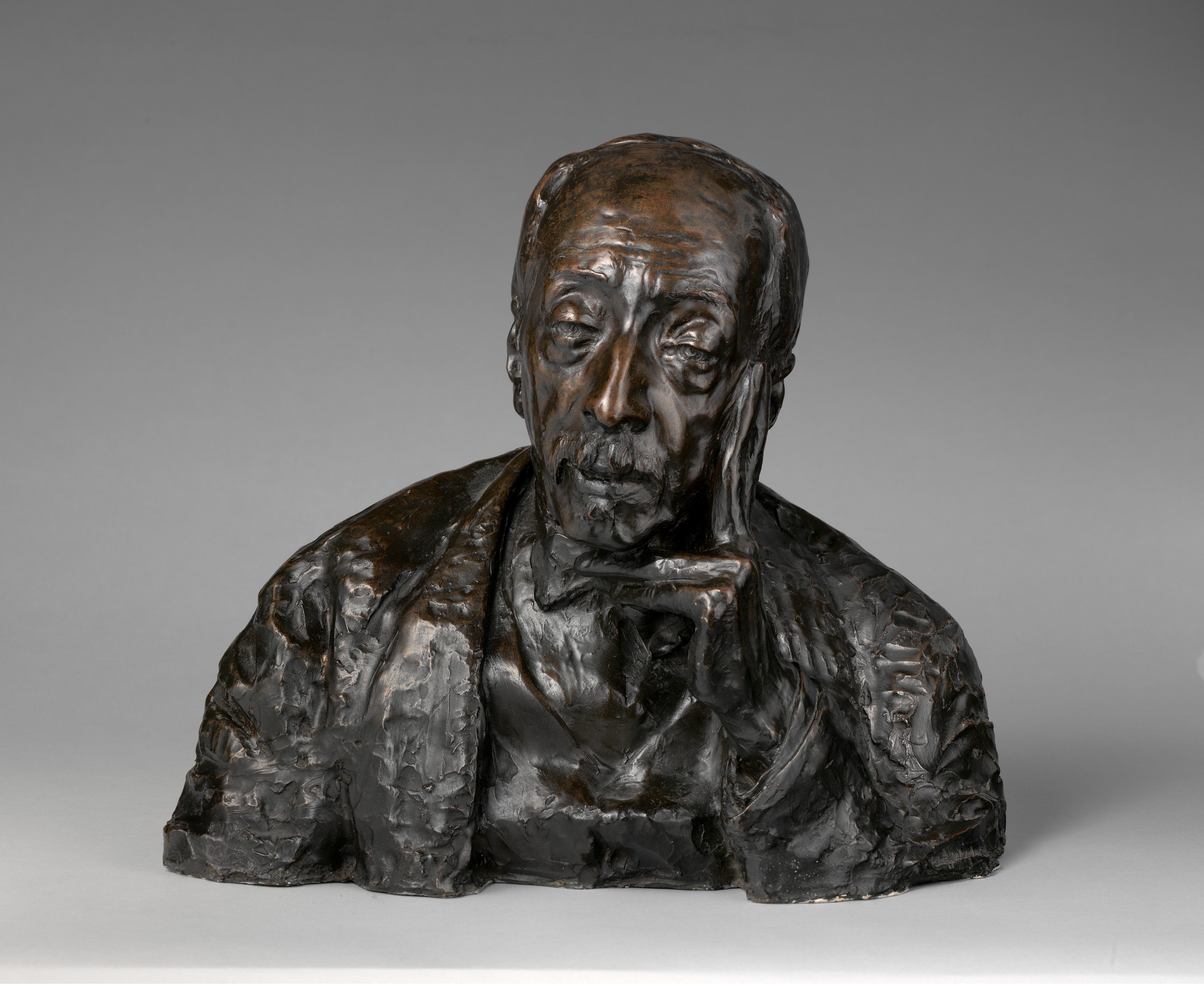
Edith Woodman Burroughs: John La Farge (1908). Metropolitan Museum of Art

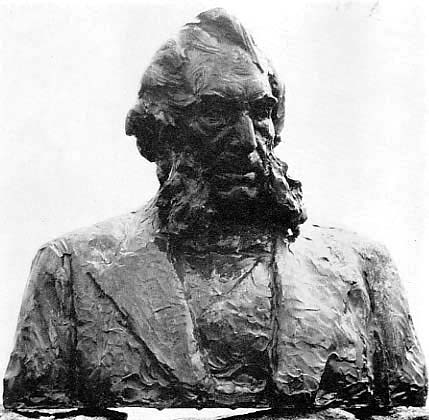
Edith Woodman Burroughs: Portrait of John Bigelow (1910) ausgestellt auf der Armory Show 1913 in New York

Edith Woodman Burroughs gehört zu den wenigen amerikanischen Bildhauerinnen ihrer Zeit, die eine eigenständige Handschrift entwickelten. Anfangs arbeitete sie im detailreichen Neobarock und schuf figürliche Miniaturplastiken wie Medaillons und Büsten in klassizistischer Formensprache. Nach 1909 wandelte sich ihr Stil unter dem Einfluss Maillols hin zu vereinfachten, flächigen und klaren Formen. Zu ihren bedeutendsten Arbeiten zählen das Medaillon Grolier Club Memorial of Edgar Allan Poe (1909), die Bronzebüste Portrait of John Bigelow (1913) und Fountain of Youth (1915). Ihre Werke werden unter anderem im Metropolitan Museum of Art, im Oakland Museum, im Newark Museum, in den Brookgreen Gardens, in der Corcoran Gallery of Art, in der Yale University Art Gallery und in der R. W. Norton Art Gallery ausgestellt.